# Чуйківська сільська рада
Чу́йківська сільська́ ра́да — історичний орган місцевого самоврядування в Ямпільському районі Сумської області. Адміністративний центр — село Чуйківка.
Припинила повноваження 29.12.2016 у зв'язку з входженням до Дружбівської міської об'єднаної територіальної громади.

## Загальні відомості
- Населення ради: 942 особи (станом на 2001 рік)

## Населені пункти
Сільській раді підпорядковані населені пункти:
- с. Чуйківка
- с. Бугор
- с. Микитське
- с. Об'єднане

## Склад ради
Рада складається з 14 депутатів та голови.
- Голова ради: Саврасов Сергій Іванович
- Секретар ради: Митіна Олена Іванівна

### Керівний склад попередніх скликань
| Прізвище, ім'я, по батькові | Основні відомості                                                                     | Дата обрання | Дата звільнення |
| --------------------------- | ------------------------------------------------------------------------------------- | ------------ | --------------- |
| Саврасов Сергій Іванович    | Сільський голова, 1952 року народження, безпартійний                                  | 26.03.2006   | 31.10.2010      |
| Саврасов Сергій Іванович    | Сільський голова, 1953 року народження, освіта незакінчена вища, член Партії регіонів | 31.10.2010   |                 |

Примітка: таблиця складена за даними сайту Верховної Ради України